# Quân chủng Tên lửa Quân Giải phóng Nhân dân Trung Quốc
Quân chủng Tên lửa Quân Giải phóng quân Nhân dân Trung Quốc là một quân chủng của Quân Giải phóng Nhân dân Trung Quốc, trước đây là Quân đoàn Pháo binh số 2 (SAC; tiếng Trung: 第二 炮兵), là lực lượng tên lửa chiến lược, chiến thuật của Trung Quốc. Quân chủng Tên lửa kiểm soát kho vũ khí tên lửa đạn đạo trên đất liền của Trung Quốc— cả hạt nhân (nhiệt) và hạt nhân thông thường. Quân chủng Tên lửa được thành lập vào ngày 1 tháng 7 năm 1966 và ra mắt công chúng lần đầu tiên vào ngày 1 tháng 10 năm 1984. Trụ sở của Quân chủng Tên lửa tại nhai đạo Thanh Hà, Bắc Kinh. Quân chủng Tên lửa chịu sự chỉ huy trực tiếp của Quân ủy Trung ương Trung Quốc.
Tổng cộng, Trung Quốc ước tính sở hữu 320 đầu đạn hạt nhân vào năm 2020, với số lượng chưa rõ trong số chúng đang hoạt động và sẵn sàng triển khai. Năm 2013, Tình báo Hoa Kỳ ước tính kho vũ khí ICBM đang hoạt động của Trung Quốc có tầm bắn từ 50 đến 75 tên lửa đối đất và trên biển, nhưng các đánh giá tình báo gần đây hơn vào năm 2019 đưa số lượng ICBM của Trung Quốc vào khoảng 90 và đang tăng nhanh.. Lực lượng Tên lửa Giải phóng quân Nhân dân Trung Quốc bao gồm khoảng 100.000 nhân viên và sáu lữ đoàn tên lửa đạn đạo. Sáu lữ đoàn được triển khai độc lập tại các quân khu khác nhau trong cả nước. Hiện lực lượng này có hơn 2.000 tên lửa đạn đạo và hàng trăm tên lửa hành trình trong kho vũ khí của mình.
Tên gọi được đổi thành Lực lượng Tên lửa của Quân đội Giải phóng Nhân dân vào ngày 1 tháng 1 năm 2016. 
Bất chấp tuyên bố của một số người, dường như không có bằng chứng nào cho thấy thế hệ tàu ngầm tên lửa đạn đạo mới của Trung Quốc sẽ nằm dưới sự kiểm soát của Lực lượng Tên lửa Giải phóng quân Nhân dân Trung Quốc.